# Тарасово (Выборгский район)
Тарасово (до 1948 — Кирстиняля, фин. Kirstinälä) — посёлок в Полянском сельском поселении Выборгском районе Ленинградской области.

## Название
В основе топонима Кирстиняля лежит слово шведского происхождения.
Решением расширенного заседания исполкома Кайпиальского сельсовета депутатов трудящихся от 26 июня 1947 года, на основании протокола общего собрания рабочих подсобного хозяйства завода № 349 состоявшегося тремя днями ранее, было решено переименовать деревню Кирстиняля в деревню Дубровка.
Год спустя это решение было изменено и указом Президиума ВС РСФСР от 1 октября 1948 года за деревней официально было закреплено наименование Тарасовка, с обоснованием "в память старшего лейтенанта Николая Николаевича Тарасова, командира роты 190-го гвардейского стрелкового, погибшего 28 июня 1944 года.

## История
Деревня Кирстиняля упоминается в налоговых книгах начиная с 1650-х годов.
Традиционными занятиями жителей деревни были земледелие и животноводство. Наиболее распространенными культурами были рожь, овес и ячмень. Выращивали также пшеницу и гречиху. Из овощей более всего внимания уделялось картофелю. В деревне имелась собственная мельница и драночная мастерская. Почти в каждом доме было свое мелкое кустарное производство. Женщины ткали одежду, мужчины занимались плотницким и столярным ремеслом. Среди них были и искусные сапожники и кузнецы.
- Деревня Кирстиняля на финской карте 1923 года

До 1939 года деревня Кирстиняля входила в состав волости Уусикиркко Выборгской губернии Финляндской республики, в деревне насчитывалось 43 крестьянских двора.
С 1 января 1940 года по 30 сентября 1948 года — в составе Кайпиальского сельсовета Койвистовского района.
С 1 июля 1941 года по 31 мая 1944 года — финская оккупация.
В 1944 году в деревню приехали рабочие завода № 349, которым было поручено организовать в Кирстиняля подсобное хозяйство.
С 1 октября 1948 года учитывается административными данными как деревня Тарасово в составе Тарасовского сельсовета Приморского района.
С 1 января 1954 года — в составе Октябрьского сельсовета Рощинского района.
С 1 ноября 1959 года — в составе Полянского сельсовета.
В 1961 году население деревни составляло 314 человек.
С 1 февраля 1963 года — в составе Выборгского района.
Согласно административным данным 1966, 1973 и 1990 годов посёлок Тарасово входил в состав Полянского сельсовета.
В 1997 году в посёлке Тарасово Полянской волости проживали 512 человек, в 2002 году — 493 человека (русские — 90 %).
В 2007 году в посёлке Тарасово Полянского СП проживали 514 человек, в 2010 году — 526 человек.

## География
Посёлок расположен в южной части района на автодороге Пески — автодорога 41К-083 (Молодёжное — Черкасово).
Расстояние до административного центра поселения — 8 км.
Расстояние до ближайшей железнодорожной платформы Местерьярви — 9 км.
Посёлок находится на восточном берегу озера Подгорное.

## Демография
| 2007 | 2010 | 2017 | 2021 |
| ---- | ---- | ---- | ---- |
| 514  | ↗526 | ↘464 | ↗498 |

## Инфраструктура
В посёлке действует начальная школа, детский сад, сельхозпредприятие ООО «Тарасово». В основном посёлок — дачное место, также имеются пансионат «Дубки», база отдыха «Маяк» и детский оздоровительный лагерь «Олимпийские надежды». На территории пансионата «Дубки» сохранились руины финской усадьбы Култилла (Кунтилла), известной как дача С. П. Боткина — объекта культурного наследия федерального значения.

## Улицы
Весенняя, Дачная, Зелёная, Знаменская, имени М. Панфилова, Карельский переулок, Котельная, Лесной переулок, Монетный переулок, Озёрная, Окружная, Полевая, Тихий проезд, Хрустальная, Школьная.